# Арилете (Фрозиноне)
Арилете је насеље у Италији у округу Фрозиноне, региону Лацио.
Према процени из 2011. у насељу је живело 937 становника. Насеље се налази на надморској висини од 220 м.